# 孙海英
孙海英（1956年10月7日—），中国辽宁省沈阳市人，中国基督教新教基督徒；在其微博中称自己非中国共产党党员。当代话剧、电影、电视剧演员，因在中国大陆热播电视剧《激情燃烧的岁月》中扮演男主角石光荣而一举成名。

## 生平
孙海英出生于辽宁省沈阳市，17岁去西藏当文艺兵。1979年二次参军入伍，进入福建军区话剧团。1985年转业，89年进入沈阳话剧团，后成为职业演员。
在出演《激情燃烧的岁月》之后，孙海英与该剧女主演吕丽萍结婚。2002年，吕丽萍与孙海英合作演出彭小莲导演的影片《假装没感觉》，并拍摄纪录片《心中的节日》。
孙海英、吕丽萍夫妇均为热心的基督徒，2009年1月1日，他们在“第三届CCTV电视剧群英汇”演唱内容出自《箴言》第31章的歌曲《才德的妇人》，他们夫妇的信仰也体现在其博客海英丽萍（页面存档备份，存于）中。
曾于2009年春节期间协助远志明在美国加州湾区庫比蒂諾举办华人基督教布道会 《一代人的见证》。

## 事件
2007年接受记者采访，被问起对目前中国的婚恋状况怎么看时，他便痛骂同性恋者，声称同性恋「決不允許」、「毀滅人類」、「談都不要談」、「非常骯髒」、「這是在犯罪」。“同性恋犯罪论”一出，立刻遭到多数知名学者反对，中国社会学家李银河说道：“孙海英的言论让我想到了二战时期的希特勒，把同性恋关进集中营杀掉一样。”崔子恩、程青松、吴幼坚等社会活动人士均批评他无知。
此外，作为基督徒的孙海英常在新浪微博发布一些基于宗教的过激言论，如“唐朝基督教正式传入中国，才有了盛唐”“顺治皇帝基督教及宣教士汤若望等人的意见，才有了后来的康乾盛世”，在其他领域也常用过激的基督徒观点来看待事情，因此经常受到中国网民的批评和抵制。其部分涉及宗教的言论也遭到官媒的抨击。
孙海英夫妇2011年2月23日在微博留言称：“我正式提出申请将本人户籍调入中国钓鱼岛，我渴望成为这个岛上的居民，从人类有文字记录开始那就是中国的一部分。本人谨通过互联网请求国家有关部门批准，申请人：孙海英、吕丽萍。”
2015年8月，孫海英在微博發帖稱「文革是反人類罪，絕不原諒文革」，该微博发出当日，随即成為微博熱門話題；此前，他還在微博上質疑「沒有共產黨就沒有新中國」的說法，公開表明「沒有誰個都有中國」，而他在微博上还發表了關於宗教自由的言論。2016年2月26日，国家互联网信息办公室发布消息，孙海英的微博因多次发布反对宪法所确定的基本原则、损害国家荣誉和利益以及造谣传谣、扰乱社会秩序等违法违规信息的行为而被封号。
2023年6月30日，孙海英通过其YouTube账号发布视频澄清，其从未在Twitter注册账号。

## 主要作品

### 电视剧
- 《明月出天山》饰马保山 1995年
- 《东北教父》饰 土匪 1996年
- 《笑傲江湖》 饰演 田伯光 2001年
- 《激情燃烧的岁月》 饰演 石光荣 2001年
- 《心中的节日》 2002年
- 《射雕英雄传》饰 洪七公 2002年
- 《至高利益》饰 李东方  2002年
- 《大唐歌飞》饰 李白 2003年
- 《西藏警察》饰 方子光 2003年
- 《皇后驾到》饰 朱元璋 2004年
- 《誓不罢休》2004年
- 《大汉天子3》饰 江充 2005年
- 《走出硝烟的男人》饰 钟玉坤 2006年
- 《霓虹灯下的哨兵》饰 鲁大成 2006年
- 《數風流人物》饰 梁華全 2008年
- 《警察故事》饰 老何 2008年
- 《父辈的旗帜》饰 钟守诚 2008年
- 《一个女人的史诗》饰 都汉 2009年
- 《大将军韩信》飾 劉邦 2011年
- 《石光榮和他的兒女們》飾 石光荣 2011年
- 《陽光路上》饰 錢罐子 2012年
- 《借問英雄何處》饰 何仁泰 2012年
- 《楚漢傳奇》饰 范增 2012年
- 《無賊》饰 向前進 2013年
- 《東方有大海》飾 李鴻章 2017年（戲份被刪）

### 电影
- 《闪电行动》 1987年
- 《双旗镇刀客》饰 一刀仙 1990年
- 《球迷心窍》 1992年
- 《金戈铁马》饰 王震 1995年
- 《走出西柏坡》饰 馬保山 2001年
- 《假装没感觉》 2001年
- 《美丽的大脚》饰 王樹 2002年
- 《玉观音》饰 潘隊長 2003年
- 《向日葵》 饰 张庚年 2005年
- 《落叶归根》饰 老警官 2007年
- 《一个人的奥林匹克》饰 刘兆琇 2008年
- 《高考1977》 2008年
- 《山楂树之恋》饰 老三父親 2010年
- 《精彩人生》 2011年
- 《小建的合唱團》 2011年
- 《尋人奇事》饰 老張 2011年
- 《最愛》饰 村長四輪 2011年
- 《堵車》饰 荊軻 2011年
- 《甲天下》饰 山田海 2011年
- 《幻像》饰 林茵父 2012年
- 《一八九四·甲午大海战》 饰 李鴻章 2012年
- 《無價之寶》饰 葛長江 2013年
- 《拆彈英雄》饰 陳林 2013年
- 《失孤》饰 毛可進 2015年
- 《非同小可》 2016年
- 《毒中毒》 2016年
- 《一個人的課堂》 饰 宋文化 2018年

### 話劇
- 《培爾·金特》 2010年

### 小品
- 《激情依舊》 2003年 (央視春晚)

### 獎項與提名
| 年份   | 颁奖典礼               | 奖项                 | 作品                    | 结果 |
| ------ | ---------------------- | -------------------- | ----------------------- | ---- |
| 2001年 | 第21屆中國電影金雞獎   | 最佳男配角獎         | 《走出西柏坡》          | 提名 |
| 2002年 | 第20屆中國電視金鷹獎   | 觀眾最喜歡的男演員獎 | 《激情燃燒的歲月》      | 獲獎 |
| 2002年 | 第22屆中國電影金雞獎   | 最佳男配角獎         | 《美麗的大腳》          | 提名 |
| 2003年 | 第3屆華語電影傳媒大獎  | 最受歡迎男演員獎     | 《美麗的大腳》          | 銀獎 |
| 2003年 | 第3屆華語電影傳媒大獎  | 最佳男演員獎         | 《假裝沒感覺》          | 提名 |
| 2004年 | 第4屆華語電影傳媒大獎  | 最佳男配角獎         | 《玉观音》              | 提名 |
| 2010年 | 第10屆中國長春電影節   | 最佳男配角獎         | 《高考1977》            | 獲獎 |
| 2010年 | 安徽衞視國劇盛典       | 年度公益慈善獎       | 不適用                  | 獲獎 |
| 2011年 | 第18屆北京大學生電影節 | 最佳電視電影男演員獎 | 《精彩人生》            | 提名 |
| 2012年 | 第15屆上海國際電影節   | 最佳男配角獎         | 《一八九四·甲午大海战》 | 獲獎 |